# Anja Huber
Anja Huber, född den 20 maj 1983 i Berchtesgaden i dåvarande Västtyskland, är en tysk skeletonåkare,
Hon tog OS-brons i skeleton i samband med de olympiska skeletontävlingarna 2010 i Vancouver,